# Rusty Schwimmer
Rusty Schwimmer, właściwie Deborah Schwimmer (ur. 25 sierpnia 1962) – amerykańska aktorka filmowa i telewizyjna. W 2001 roku na festiwalu filmowym Method Fest zdobyła nagrodę dla najlepszej aktorki drugoplanowej, za rolę w filmie John John in the Sky.
Występuje głównie w popularnych serialach jako postać gościnna; pojawiła się m.in. w Gotowych na wszystko, Herosach, Obławie i Obrońcy.

## Wybrana filmografia
- 1993: Piątek, trzynastego IX: Jason idzie do piekła (Jason Goes to Hell: The Final Friday) jako Joey B.
- 2014: Siostry (Perfect Sisters) jako ciotka Martha